# Charles Péguri
Pour les articles homonymes, voir Péguri.
Paul Charles Péguri, dit Charles Péguri, né le 31 octobre 1879 à Marseille et mort le 21 mars 1930 à Paris 11e, est un accordéoniste et luthier français. Il est, avec Émile Vacher, l'un des créateurs du genre musette. Avec entre autres ses frères cadets Michel et Louis, il fait partie de la première génération d'accordéonistes à promouvoir l'accordéon en tant qu'instrument de musique à part entière.

## Jeunesse
Premier Fils du facteur et réparateur d'accordéons Félix Péguri, le jeunes Charles travaille tout jeune avec son père dans l'atelier familial.
Les innovations avant-gardistes de Charles sur l'accordéon rendent les relations tendues avec son père. En 1902, avec la complicité de sa mère, il quitte le domicile familial pour ouvrir son propre atelier.

## Bal auvergnat,Musetteet Bal Musette
En 1904 il rencontre Antonin Bouscatel, cabrettaire et tenancier d'un café auvergnat au 13 rue de Lappe (XIe arrondissement de Paris), auquel il propose ses services en tant qu'accordéoniste. Bouscatel embauche Charles tout d'abord pour jouer avec lui, avant de lui laisser progressivement sa place.
C'est cette rencontre et cette union musicale qui symbolise la naissance du Bal Musette. Autre symbole de cette union, Charles épouse Eugénie-Henriette, la fille de Bouscatel, le 27 mai 1913.

## Lutherie
En 1897 il dépose un brevet pour un modèle d'accordéon chromatique, dit « Concert Parfait » avec l'aide de son père et de Plancoulaine, ami de ce dernier.
En 1908 il ouvre son atelier au-dessus du bal Bousca. Il ouvre également un atelier 22 rue de Crimée.
En 1911 il ouvre un atelier aux Buttes-Chaumont. Soucieux comme le seront également ses frères de faire valoir son instrument à l'égal des instruments classiques d'orchestre ou du conservatoire, il œuvre alors à redonner à l'accordéon un aspect classique de lutherie, alors qu'il souffre de la part de nombre de fabricants de trop d'ornementations ou même de publicités. Il travaille également déjà à harmoniser-et réduire autant que possible- le vibrato du clavier droit.
Dès 1914 il invente un système sans peaux et en fait une application d'essai sur un instrument construit sous sa direction par son ami Lestrade. L'Instrument est visible à Montsalvy, en Auvergne, et on peut y remarquer les premiers perfectionnements des claviers à touches indépendantes.
Sur les plans de son frère Louis, il fabrique le bandonéon dit « système péguri ». Il s'agit alors du 1er modèle de bandonéon à clavier droit unisonore, bâti sur le système italien de l'accordéon chromatique.
Pour Narcisse Decournoy, accordéoniste spécialisé dans le répertoire classique, il commande à la firme Ranco Luigi un accordéon chromatique à basses chromatiques et à deux rangs de basses fondamentales.
Toujours pour son frère Louis il crée un instrument avec bassettes indépendantes au premier rang, destinées à être jouées avec le pouce.

## Militant
Lorsqu'à la rue de Lappe Charles installe son premier atelier de réparation au 1er étage du désormais Bal Bousca, l'adresse devient caractéristique de deux éléments. D'une part le café devient le lieu où Charles, lorsqu'il ne joue pas accompagné de son beau-père, permet que s'y produisent des grands noms de l'instrument comme Émile Vacher, Casimir Coïa, Narcisse Decournoy. D'autre part l'atelier devient, la journée, le repaire des mêmes musiciens, complété des frères de Charles, Louis et Michel.
« On y parlait accordéon, engagements, musique. Comme l'écriture de cette dernière n'était pas encore utilisée — et pour cause, les accordéonistes de l'époque l'ignoraient — on se passait, d'instruments à oreilles, les nouveautés, chacun interprétant sa toute dernière composition. Heures joyeuses, fébriles, débordantes d'enthousiasme. »

## Bals desBords de Marne,Nogent.
En 1909 Charles Péguri, Casimir Coïa, Émile Vacher et surtout Giovanni Gagliardi organisent dans un cinéma de la rue de Lyon un récital d'accordéon. l'expérience est désastreuse. Quelques jours avant son départ de Paris, Gagliardi se retrouve chez Mme Péguri mère à Nogent, avec Casimir et Charles. Tous trois y improvisent une représentation qui a contrario connait un succès immédiat, attirant plus d' « un millier de personnes ». Cet événement est cité comme le premier des bals du bord de Marne.

## Compositeur
il grave un nombre important de 78 tours dès 1907. Voici quelques titres avec l'année d'enregistrement :
Pietro (valse), 1907; Mandolinette (polka), 1907; Premiere sortie (polka pour accordeon), 1913 (revue et renommée « Les triolets » par Émile Vache, 1926); Zichetta (mazurka), 1913; Flandre (scottish), 1913; Riposo (valse), 1914; Martine (mazurka), 1920; Laurita (paso doble), 1920; Un soir d amour (valse), 1920; Allegresse (valse), 1920; Reproche (valse), 1920; La parigina (valse), 1930; L oasis (valse), 1930; Impression (mazurka à variations), 1930; Charlotte (valse), 1930

## Citations
« Charles Péguri, ce grand visionnaire, [...] disait en 1910 : « L'accordéon, c'est l'instrument de l'avenir ». »
« Charles Péguri, plus éducateur que constructeur et plus inventeur que commerçant, se contente de divulguer des Idées sans les mettre sur le papier. »
« Il aurait pu être le Ford de l'accordéon, il a préféré être un Socrate et, boire la ciguë, dans cette Bastille, qui fut pour lui une prison sans barreaux. »

## Sources
Toutes les citations sont extraites du livre de Louis Péguri.
« Du bouge... au conservatoire: roman de l'accordéon et de l'art musical populaire », Louis Péguri, Jean Mag, éd World Press, 1950.
« Bouscatel, le roman d'un cabretaire », André Ricros, Éric Montbel, éd Italique, 2012,  (ISBN 978-2-95409-003-0)
« La belle histoire de l'Accordéon », Roland Manoury, André Clergeat, éd Habana / JMB, 2002,  (EAN 356-5-38112-000-8)